# 自由广场1号公寓
自由广场1号公寓是一座历史建筑，位于波兰比得哥什市中心格但斯克街东侧，自由广场转角。该建筑建于1896-1898年，经常出现在19世纪末、20世纪初的明信片中。建筑师Józef Święcicki。折衷主义、巴洛克复兴风格。

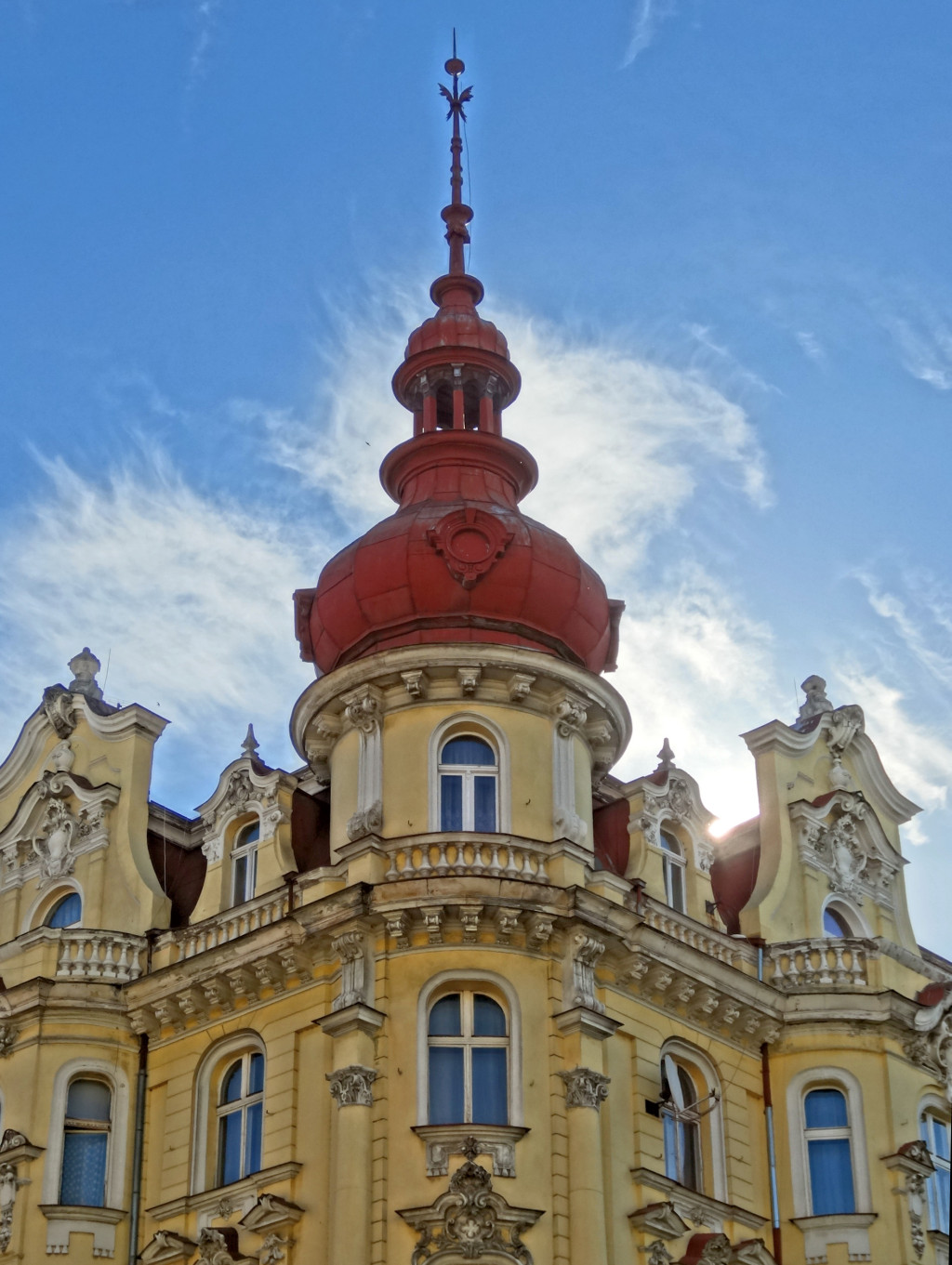

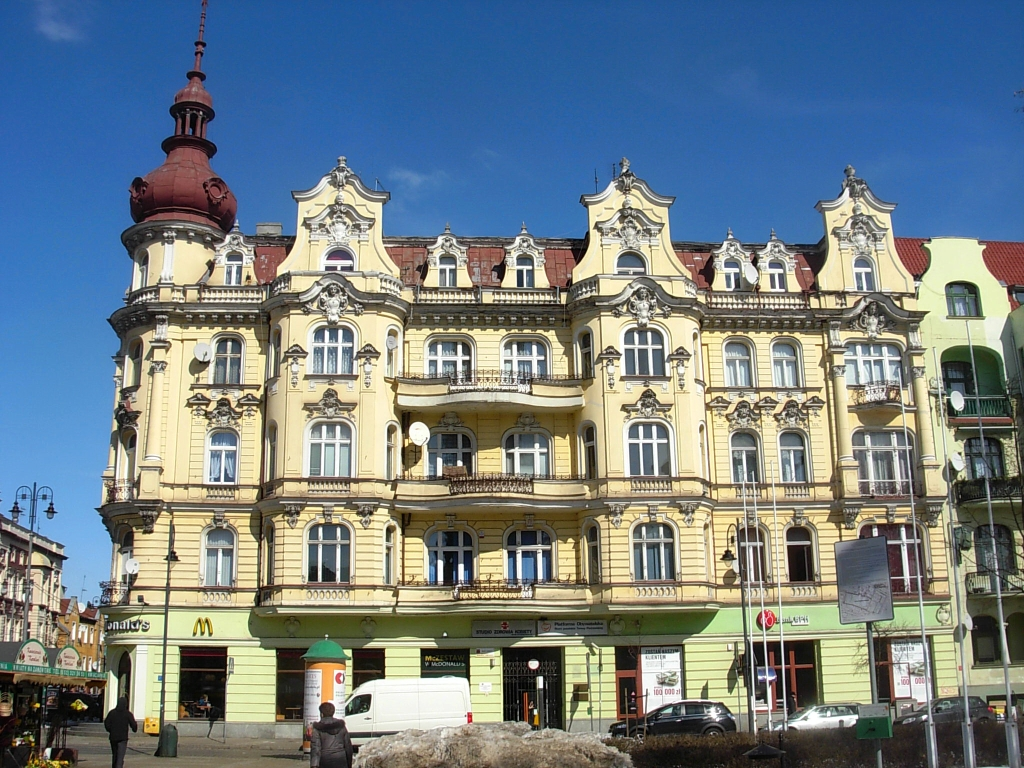
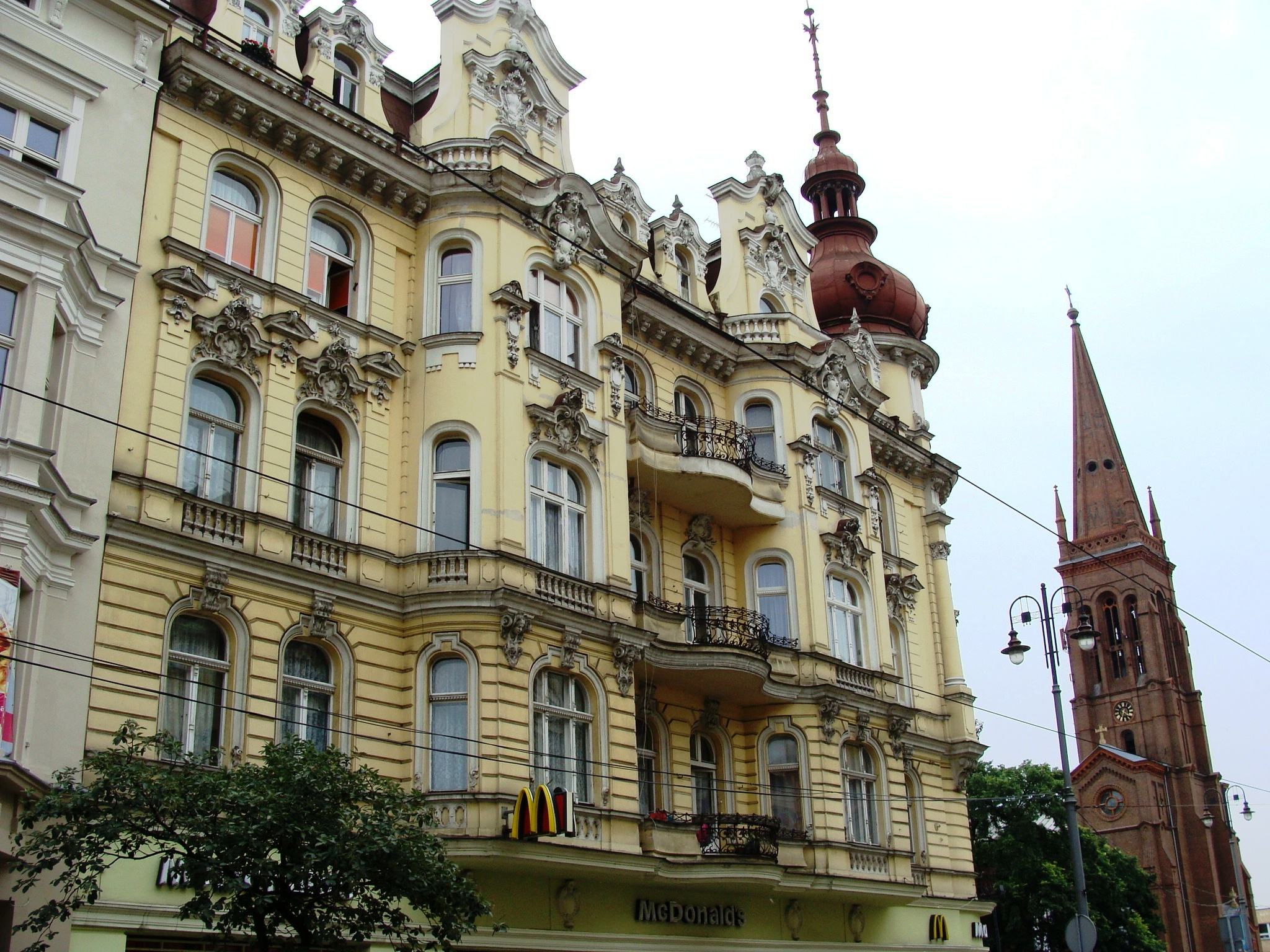
Facade on Gdanska Street
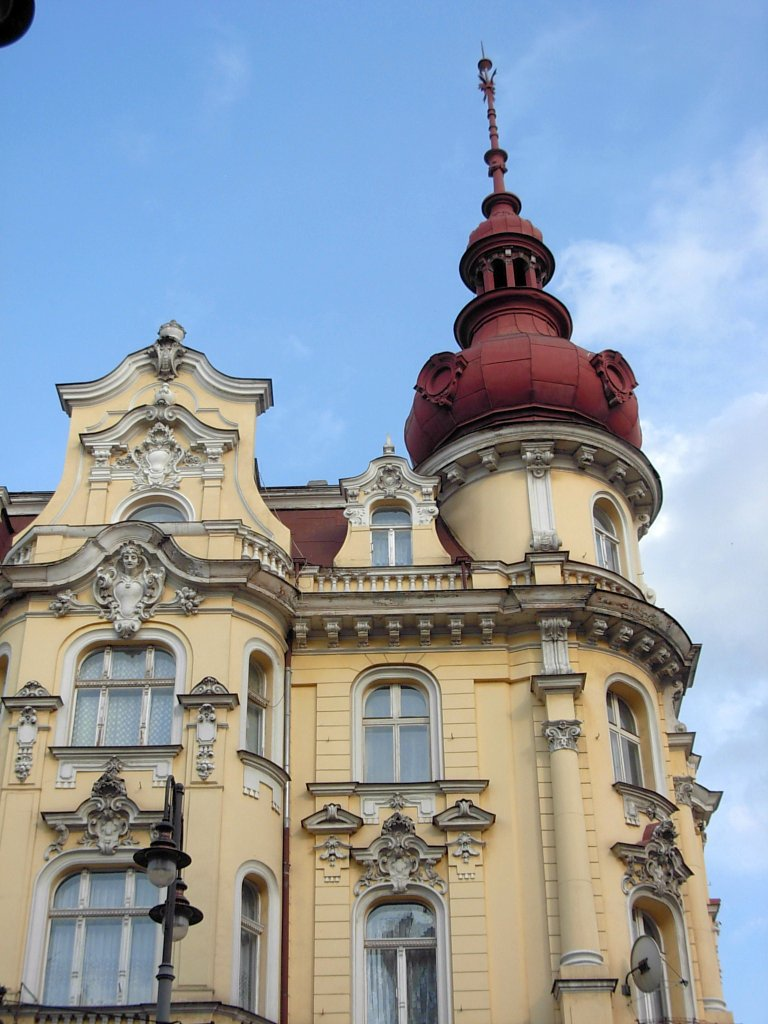
Tower corner
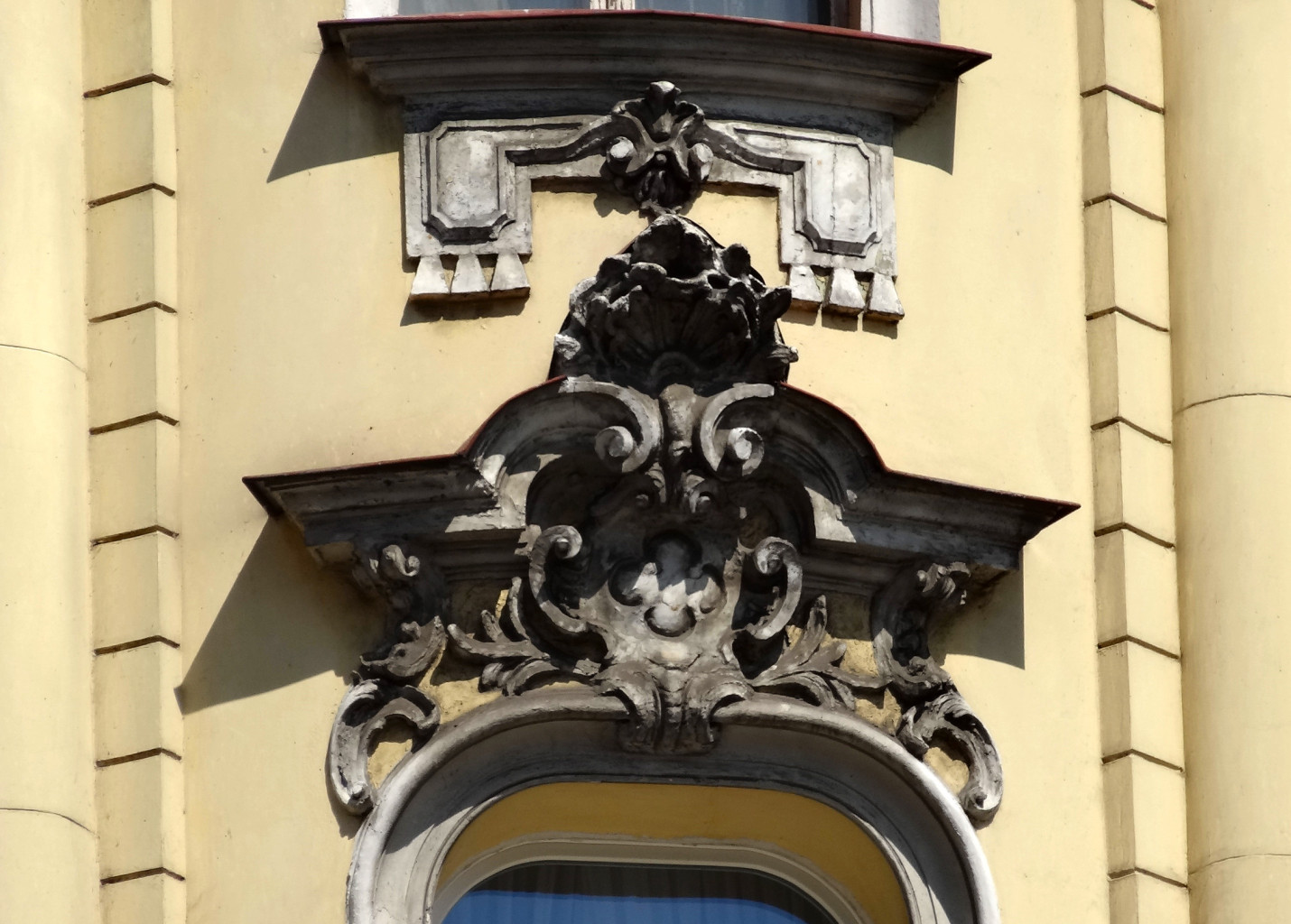
Detailed cartouche
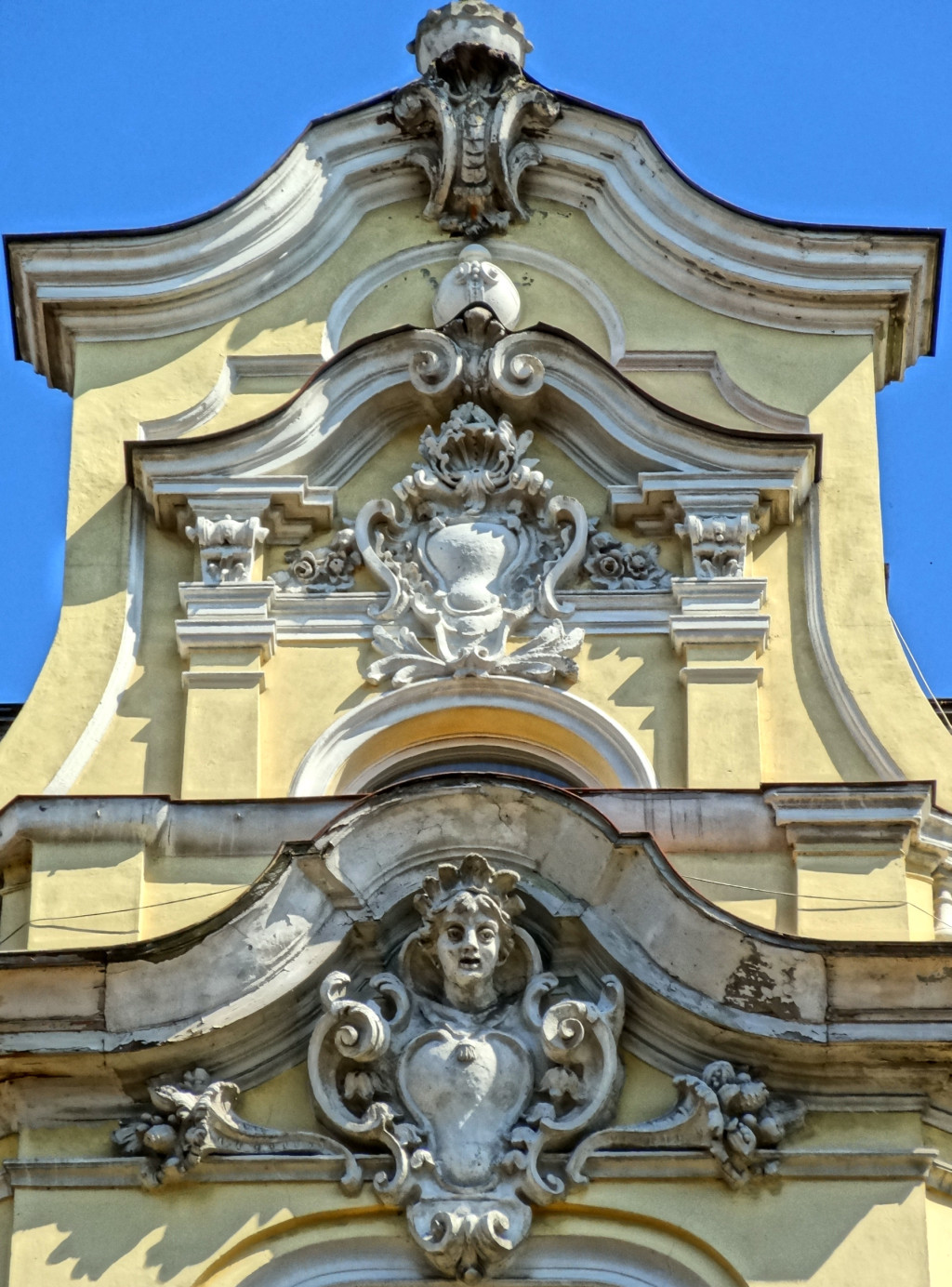
Detailed gable
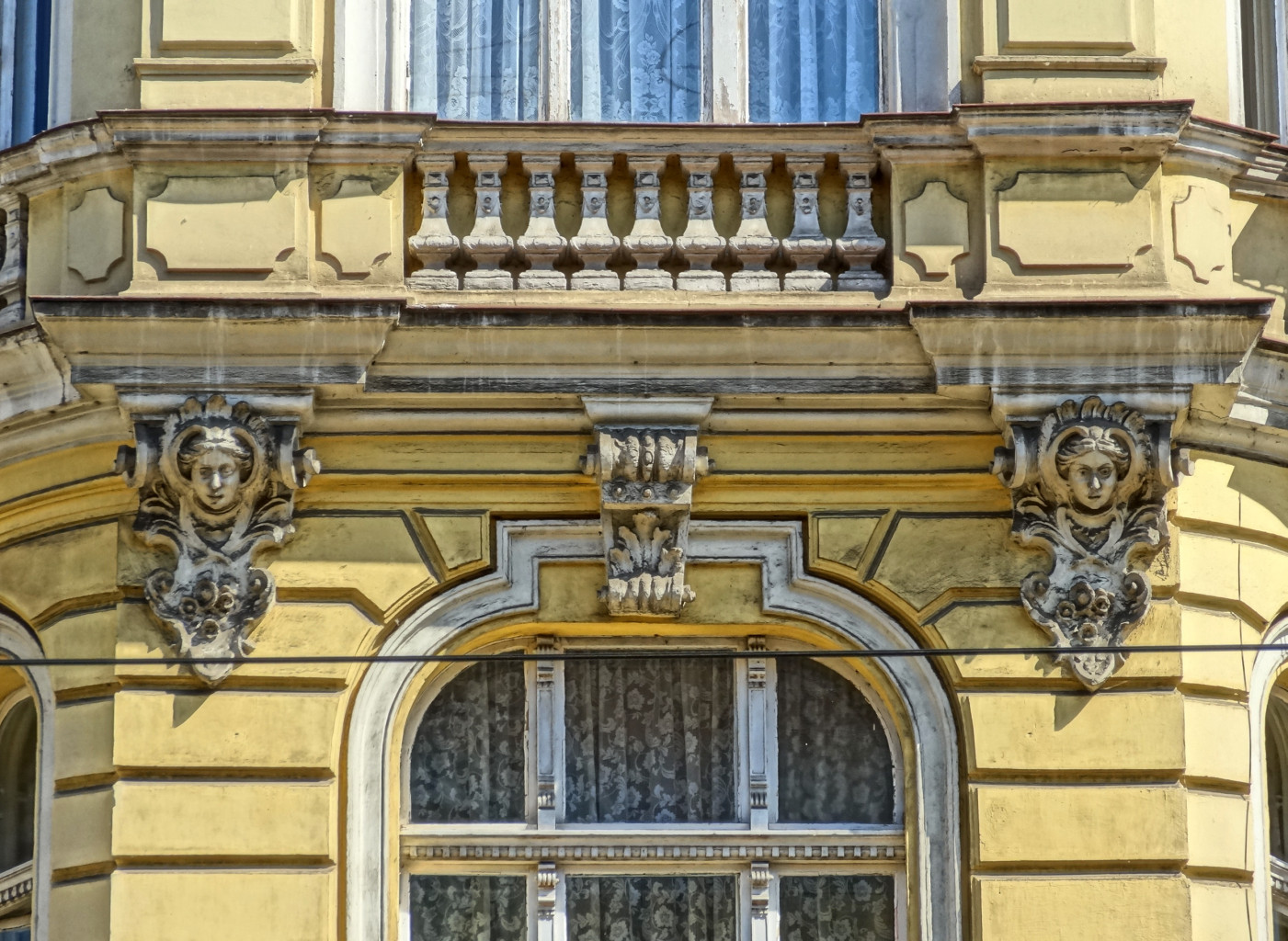
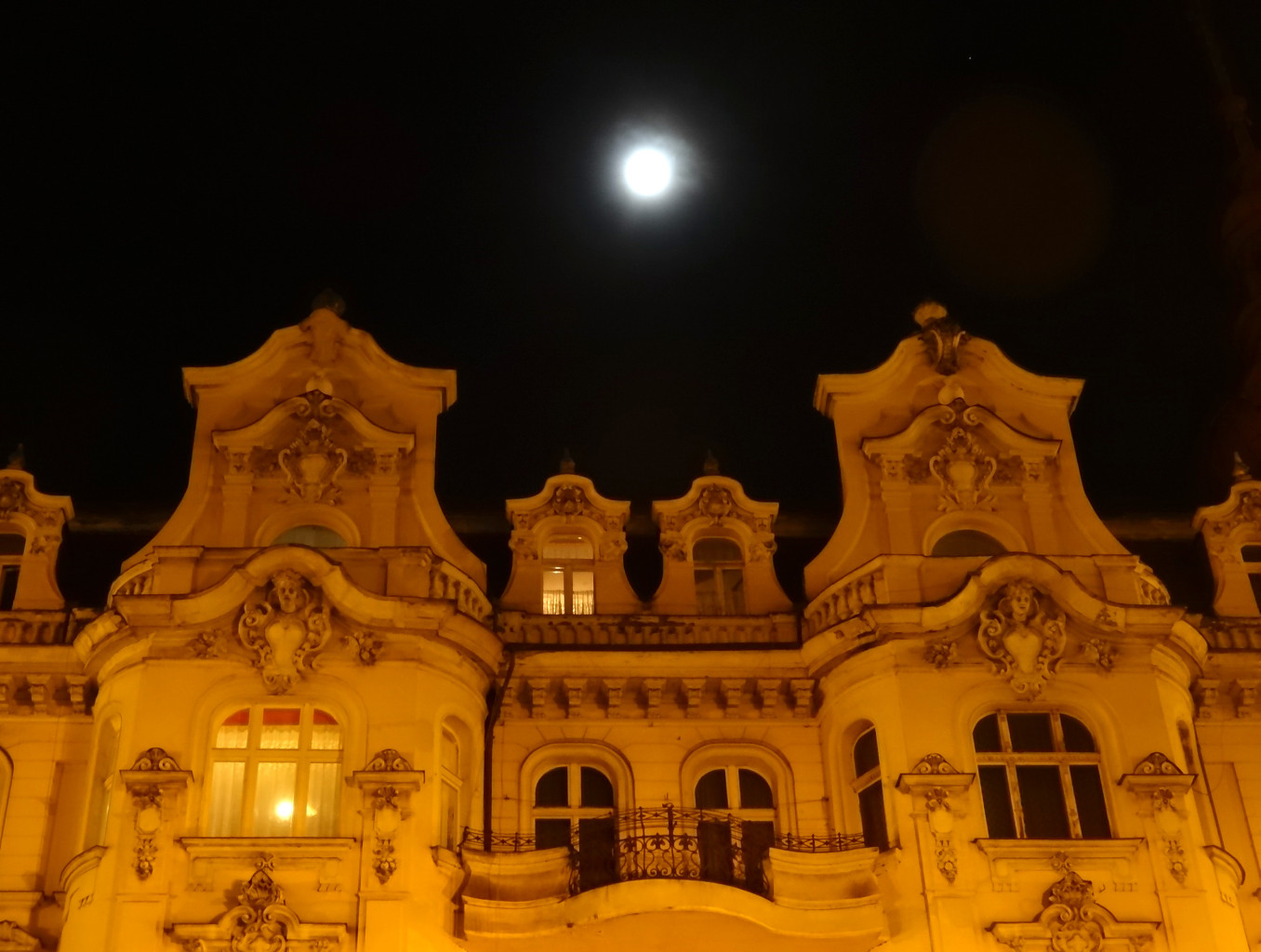
By night